# Zlatar, Hrvaška
Zlatar je naselje in občina s statusom mesta, ki upravno spada v Krapinsko-zagorsko županijo na Hrvaškem.
Kraj, ki leži ob južnem vznožju planine Ivanščica se v starih listinah prvič omenja leta 1451 kot posest celjskih grofov, ki tu gradijo kapelo Presvetog Trojstva in leta 1554 ob gradnji kapele Uznesenja Blažene Djevice Marije u nebo. Naselje se prične razvijati v 17. stoletju, ko so pričeli graditi sedanjo župnijska cerkev Uznesenja Blažene Djevice Marije u nebo. V cerkvi je znamenit baročni oltar, masivni zvonik, ki stoji ob glavnem pročelju in zidovi ob zvoniku pa so ostanki stare kapele iz 16. stoletja. V bližini naselja so bili pri arheoloških izkopavanjih najdeni ostanki iz neolitika in rimskih naselij.

## Demografija
| Pregled števila prebivalcev po letih | Pregled števila prebivalcev po letih | Pregled števila prebivalcev po letih | Pregled števila prebivalcev po letih | Pregled števila prebivalcev po letih | Pregled števila prebivalcev po letih | Pregled števila prebivalcev po letih | Pregled števila prebivalcev po letih | Pregled števila prebivalcev po letih | Pregled števila prebivalcev po letih | Pregled števila prebivalcev po letih | Pregled števila prebivalcev po letih | Pregled števila prebivalcev po letih | Pregled števila prebivalcev po letih | Pregled števila prebivalcev po letih |
| ------------------------------------ | ------------------------------------ | ------------------------------------ | ------------------------------------ | ------------------------------------ | ------------------------------------ | ------------------------------------ | ------------------------------------ | ------------------------------------ | ------------------------------------ | ------------------------------------ | ------------------------------------ | ------------------------------------ | ------------------------------------ | ------------------------------------ |
| 1857                                 | 1869                                 | 1880                                 | 1890                                 | 1900                                 | 1910                                 | 1921                                 | 1931                                 | 1948                                 | 1953                                 | 1961                                 | 1971                                 | 1981                                 | 1991                                 | 2001                                 |
| 1276                                 | 1454                                 | 1873                                 | 2129                                 | 2299                                 | 2535                                 | 2419                                 | 2428                                 | 2342                                 | 2425                                 | 2238                                 | 2342                                 | 2676                                 | 2770                                 | 2889                                 |